# جوش غودهو
جوش غودهو (بالإنجليزية: Josh Goodhue)‏ هو لاعب اتحاد الرغبي نيوزيلندي، ولد في 13 يونيو 1995 في وانغاري في نيوزيلندا.